# Starcevich Memorial Monument

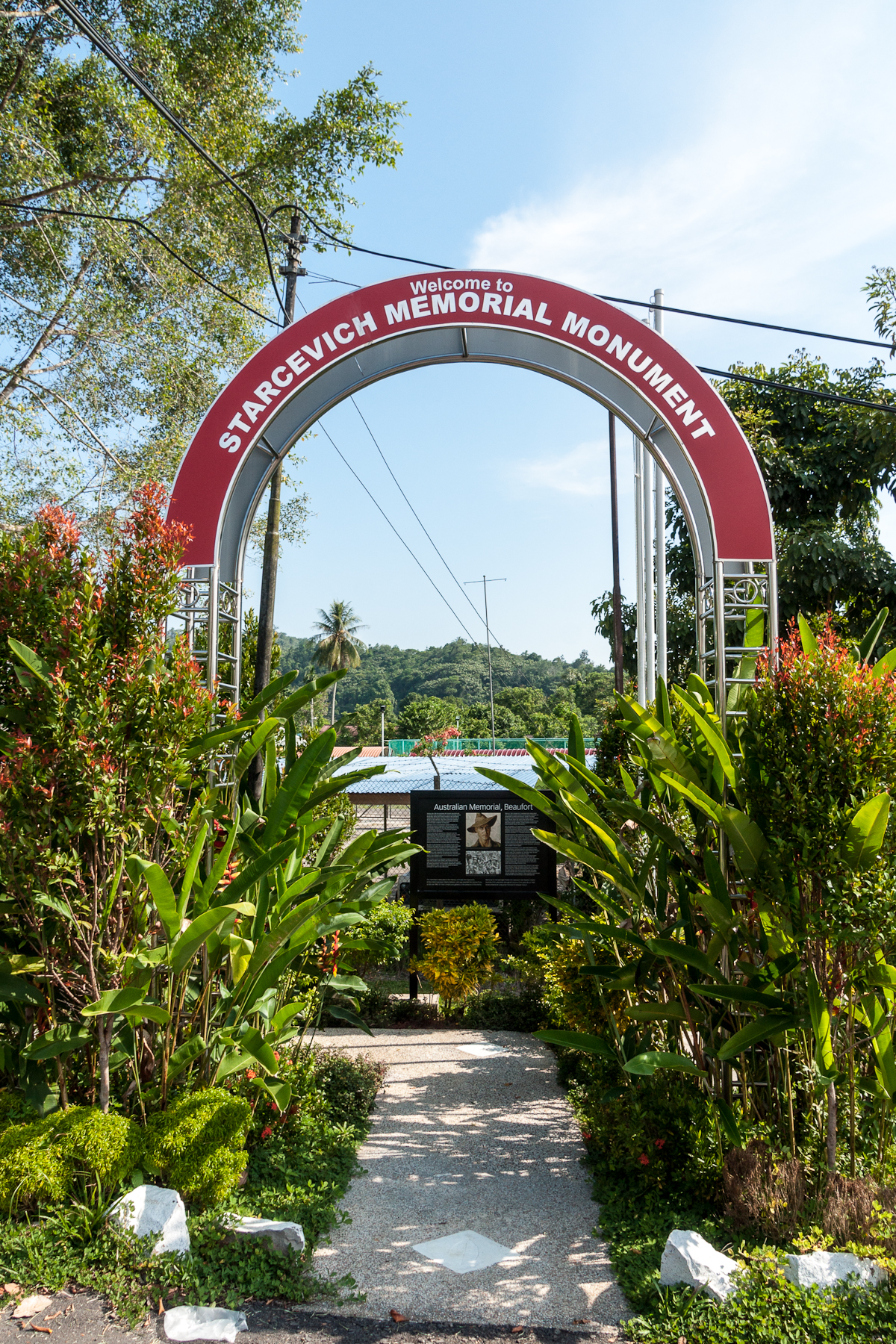
Zugang zum Starcevich Memorial Monument

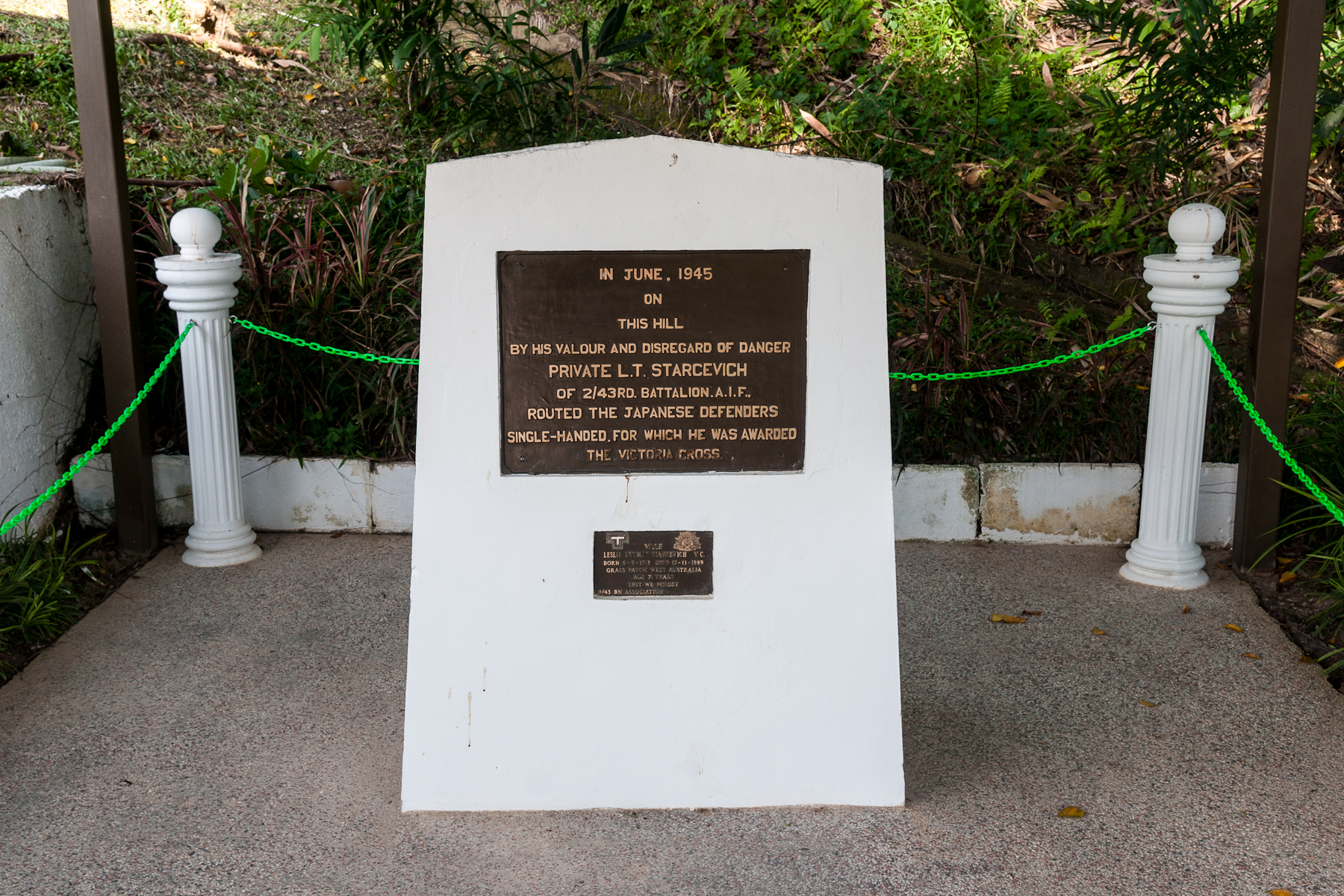
Das Starcevich Memorial Monument in Beaufort

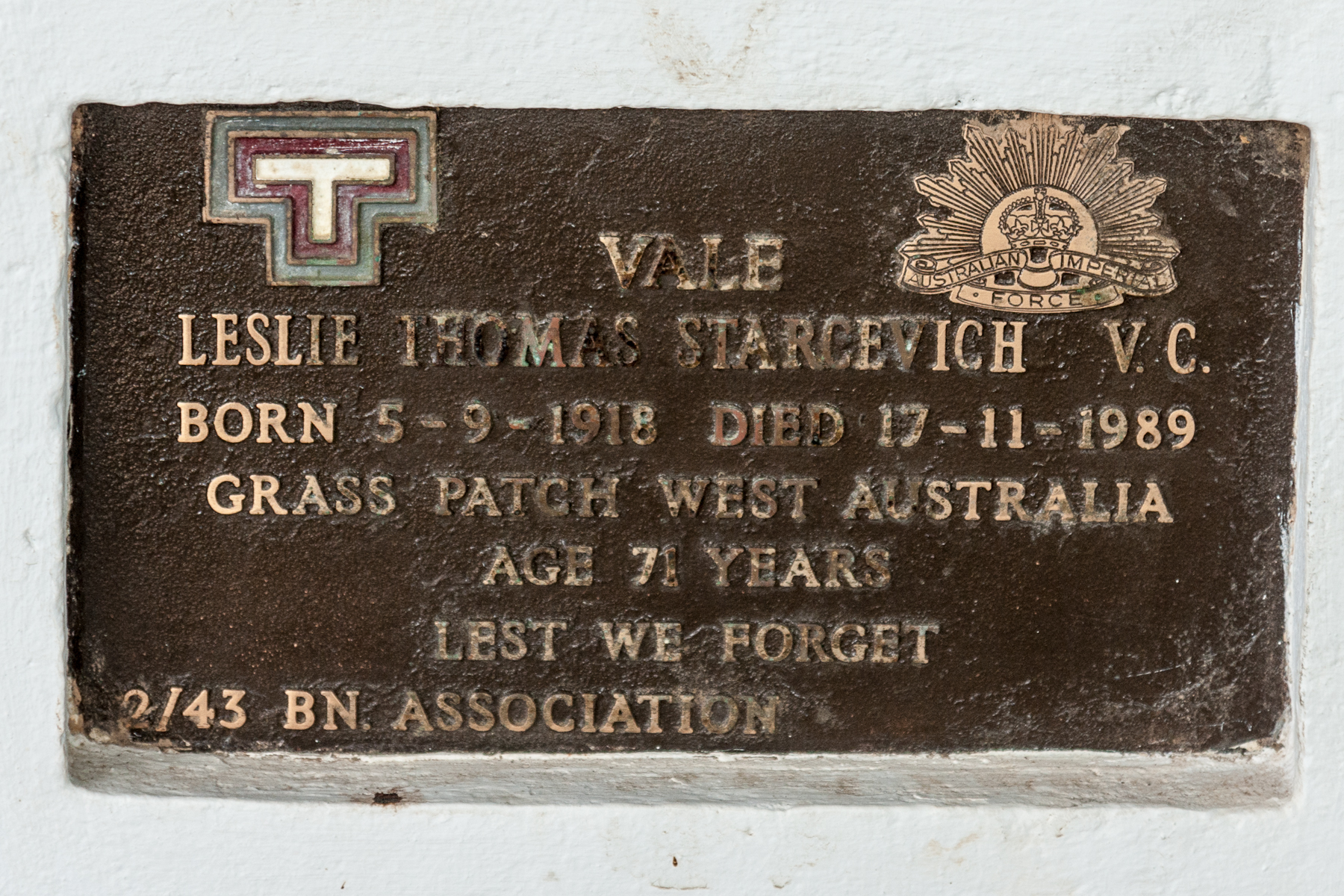
Ergänzung von Stanley Toomey (1990)

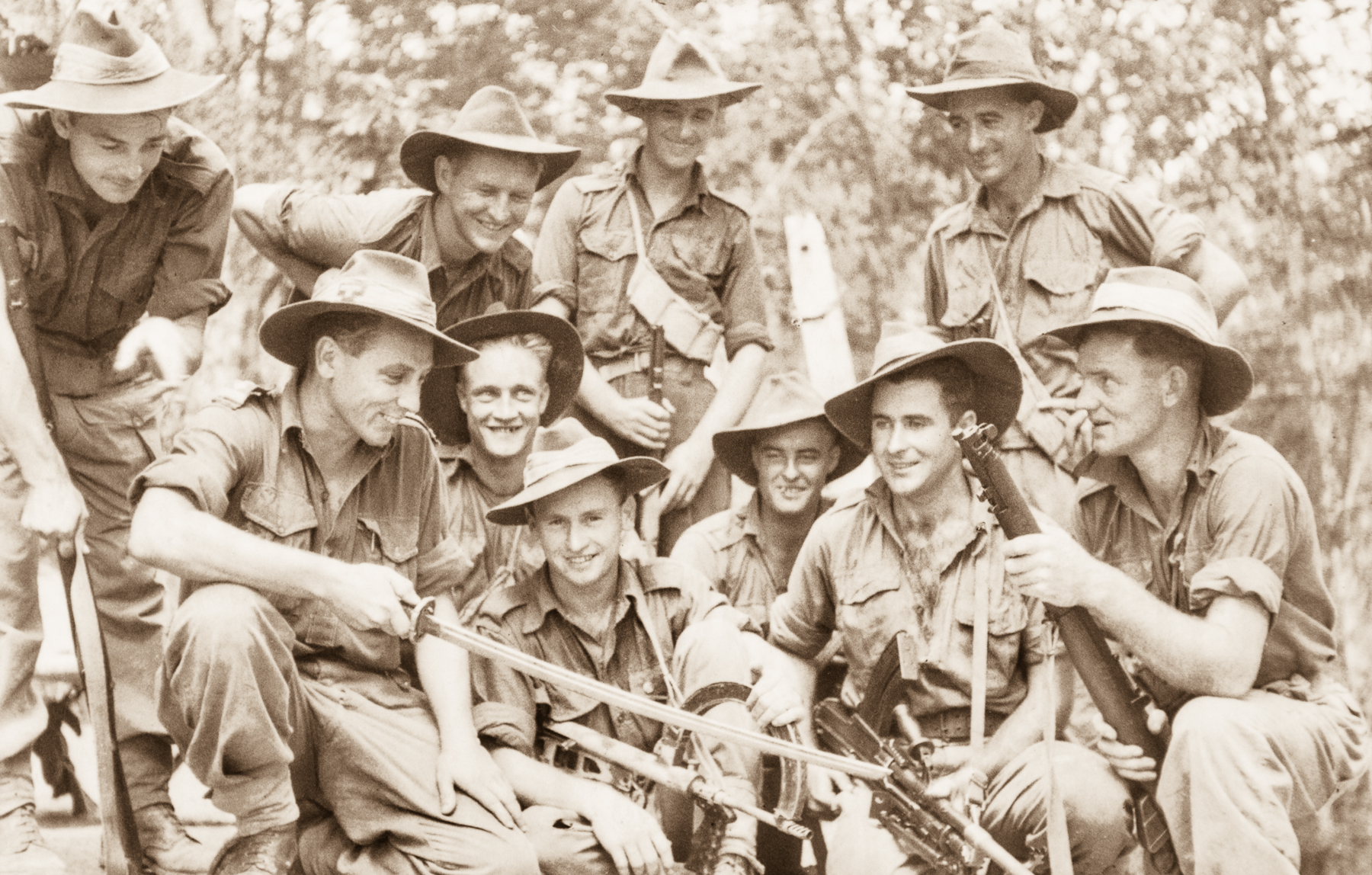
Leslie Thomas Starcevich am 27. Juni 1945 (vordere Reihe, zweiter von rechts)

Das Starcevich Memorial Monument oder Australian Memorial Beaufort in der malaysischen Stadt Beaufort ist ein Denkmal, das an die Verdienste des Soldaten Leslie Thomas (Tom) Starcevich vom 2/43th Australian Infantry Battalion bei der Rückeroberung von Beaufort durch alliierte Truppen am 28. Juni 1945 erinnert. Für seine Tapferkeit wurde Starcevich mit dem Victoria Cross ausgezeichnet.

## Beschreibung des Denkmals
Das Denkmal hat die Form einer Stele von etwa einem Meter Höhe. Der Querschnitt ist rechteckig; die Stele verjüngt sich nach oben etwas und wird von einer flachen Spitze gekrönt. Auf der Vorderseite ist eine Metalltafel eingelassen, die in englischer Sprache folgende Inschrift zeigt:
On

This Hill

By His Valour And Disregard Of Danger

Private L.T. Starcevich

of 2/43rd. Battalion.A.I.F.

Routed The Japanese Defenders

Single-Handed, For Which He Was Awarded

Starcevich starb im November 1989 im Alter von 71 Jahren in Grass Patch, einer Kleinstadt in der Mallee-Region von Westaustralien. Auf Vorschlag seines Weltkriegskameraden Stanley Toomey ließ die Veteranenvereinigung 2/43rd Battalion Association im Juni 1990 eine weitere, kleinere Metallplatte einsetzen. Unter dem Regimentszeichen „T“ und dem Wappen der Australian Imperial Force steht die Inschrift:
Leslie Thomas Starcevich V.C.

Born 5-9-1918 Died 17-11-1989

Grass Patch West Australia

Age 71 Years

Lest we Forget

## Geschichtlicher Hintergrund
Im Juni 1945 bereitete die 9. Australische Division mit einer ganzen Serie von Landungen in der Brunei Bay die abschließende Rückeroberung Borneos von den japanischen Besatzern vor. Nach der Einnahme von Labuan, Pulau Muara Besar und Bandar Brunei waren Weston und Beaufort die nächsten Ziele der Australier. Teile des 2/32th Battalion landeten am 16. Juni in Weston, fanden die Gegend jedoch bereits von den Japanern verlassen vor. Der Rest des Bataillons folgte am nächsten Tag, während gleichzeitig Teile des 2/43th Battalion und des 2/11th Commando Squadron bei Mempakul landeten. Nachdem die Aufklärung japanische Einheiten in Beaufort lokalisiert hatte, begannen das 2/32th und 2/43th Battalion am 27. Juni mit dem Angriff auf das 386th Independent Infantry Battalion unter Major Kimura Jiro.
Am Abend des 27. Juni hatten sich Soldaten des 2/43th Battalion bereits einen Weg in die Innenstadt erkämpft, während einige Kompanien außerhalb der Stadt blieben, um dem Feind den Fluchtweg abzuschneiden. Am folgenden Morgen geriet eine Einheit der Australier bei der Patrouille im angrenzenden Dschungel in japanisches Maschinengewehrfeuer. Der Soldat Tom Starcevich führte zwei Gegenangriffe und zerstörte mit seiner im Hüftanschlag geführten Bren vier Maschinengewehrstellungen. Für seine Tapferkeit wurde er mit dem Viktoriakreuz ausgezeichnet. Es war das letzte Victoria Cross, das im Zweiten Weltkrieg vergeben wurde.

## Aufstellungsort
Das Denkmal wurde von Bürgern der Stadt Beaufort aus Dankbarkeit für die Befreiung der Stadt errichtet. Das Denkmal in Form eines Gedenksteines befand sich zuerst vor der Polizeistation, und wurde später an seinen heutigen Platz am Ortsrand von Beaufort, in einer schmalen Seitenstraße zwischen Bahnlinie und Bezirksamt (Pejabat Daerah Beaufort), verlegt.